# Telephanus minutus
Telephanus minutus is een keversoort uit de familie spitshalskevers (Silvanidae). De wetenschappelijke naam van de soort werd in 1881 gepubliceerd door Antoine Henri Grouvelle.